# سپتیموس آتربری
سپتیموس آتربری (انگلیسی: Septimus Atterbury; ۱۸ اکتبر ۱۸۸۰ – 1964 (aged 83)) بازیکن فوتبال اهل بریتانیا بود.
از باشگاه‌هایی که در آن بازی کرده‌است می‌توان به باشگاه فوتبال سوئیندون تاون، باشگاه فوتبال بارنزلی، باشگاه فوتبال ولینگ‌بورو تاون، باشگاه فوتبال کترینگ تاون، باشگاه فوتبال پلیموث آرگیل، و باشگاه فوتبال لستر سیتی اشاره کرد.